# Frontière entre l'Algérie et le Niger
La frontière entre l'Algérie et le Niger est la frontière internationale séparant l'Algérie et le Niger, longue de 951 km. Son tracé situé en plein Sahara est hérité du découpage de la colonisation française.
Le tracé a été définitivement entériné par la ratification côté algérien le 28 mai 1983 de la convention de bornage entre les deux pays, signée le 5 janvier 1983 par Brahim Aïssa, ambassadeur d'Algérie à Niamey, et le président nigérien Seyni Kountché.

## Histoire
Avant la colonisation française, à la fin du XIXe siècle, une frontière existe sous la forme d'un droit de douane, payé à Iférouane, au sultanat de l'Aïr par les caravanes provenant du nord et de la zone sous contrôle de l'amenokal du Ahaggar. Le puits d'In Azaoua est la borne entre les deux territoires et sera un repère du tracé de la frontière coloniale.
Le premier tracé de la frontière entre l'Algérie et ses voisins du sud date du 7 avril 1905, il ne s'agissait pas d'un traité international à proprement dire mais une convention de délimitation des territoires français signée entre le Ministre des Colonies Étienne Clémentel (représentant l'Afrique-Occidentale française) et le Ministre de l'Intérieur, Eugène Étienne (représentant les départements français d'Algérie, et par ailleurs député d'Oran). La division administrative est effectuée à la suite de rapports des colonels Lapérinne et Ronget.
Le 20 juin 1909 est signée la convention de Niamey portant modification du tracé de la frontière. L'accord est corrigé le 16 août 1909, l'Algérie récupère une partie du Tassili n'Ajjer et In Guezzam notamment. La convention est approuvée par une décision du président du conseil (Aristide Briand), le 16 août 1911.

## Tracé
La frontière algéro-nigérienne est matérialisée par 12 bornes le long de ses 951 km, suivant trois lignes droites. entre les points géographiques 4° 16 0' 0 Est - 19° 8 44' 0 Nord et 11° 59 54' 60 Est - 23° 30 54' 0 Nord.
- Elle débute au tripoint frontalier entre l'Algérie, le Mali et le Niger pour partir en direction Nord-Est sur 165 km jusqu'à la Route Nationale 1, 15 km au sud d'In Guezzam.

- Après elle suit une autre ligne sur 230 km jusqu'à un point situé trois kilomètres au nord des puits d'In Azaoua.

- Enfin elle se poursuit le long d'une troisième ligne droite de 560 km jusqu'au tripoint entre l'Algérie, le Niger et la Libye au niveau du massif du Gharat Dhireout El Djmel dans le parc national du Tassili N'Ajjer.